# Racines
Racines ist eine französische Gemeinde mit 177 Einwohnern (Stand: 1. Januar 2022) im Département Aube in der Region Grand Est (vor 2016 Champagne-Ardenne). Sie gehört zum Kanton Aix-Villemaur-Pâlis im Arrondissement Troyes. 

## Geographie
Racines liegt etwa 30 Kilometer südwestlich von Troyes. 
Nachbargemeinden sind Coursan-en-Othe im Norden, Montfey im Nordosten und Osten, Courtaoult im Südosten und Süden, Soumaintrain im Süden, Neuvy-Sautour im Südwesten und Westen sowie Lasson im Westen und Nordwesten.

## Bevölkerungsentwicklung
| Jahr                       | 1962 | 1968 | 1975 | 1982 | 1990 | 1999 | 2006 | 2011 | 2019 |
| -------------------------- | ---- | ---- | ---- | ---- | ---- | ---- | ---- | ---- | ---- |
| Einwohner                  | 184  | 187  | 201  | 178  | 149  | 179  | 195  | 171  | 168  |
| Quellen: Cassini und INSEE |      |      |      |      |      |      |      |      |      |

## Sehenswürdigkeiten
- Kirche Saint-Éloi, seit 1976 Monument historique

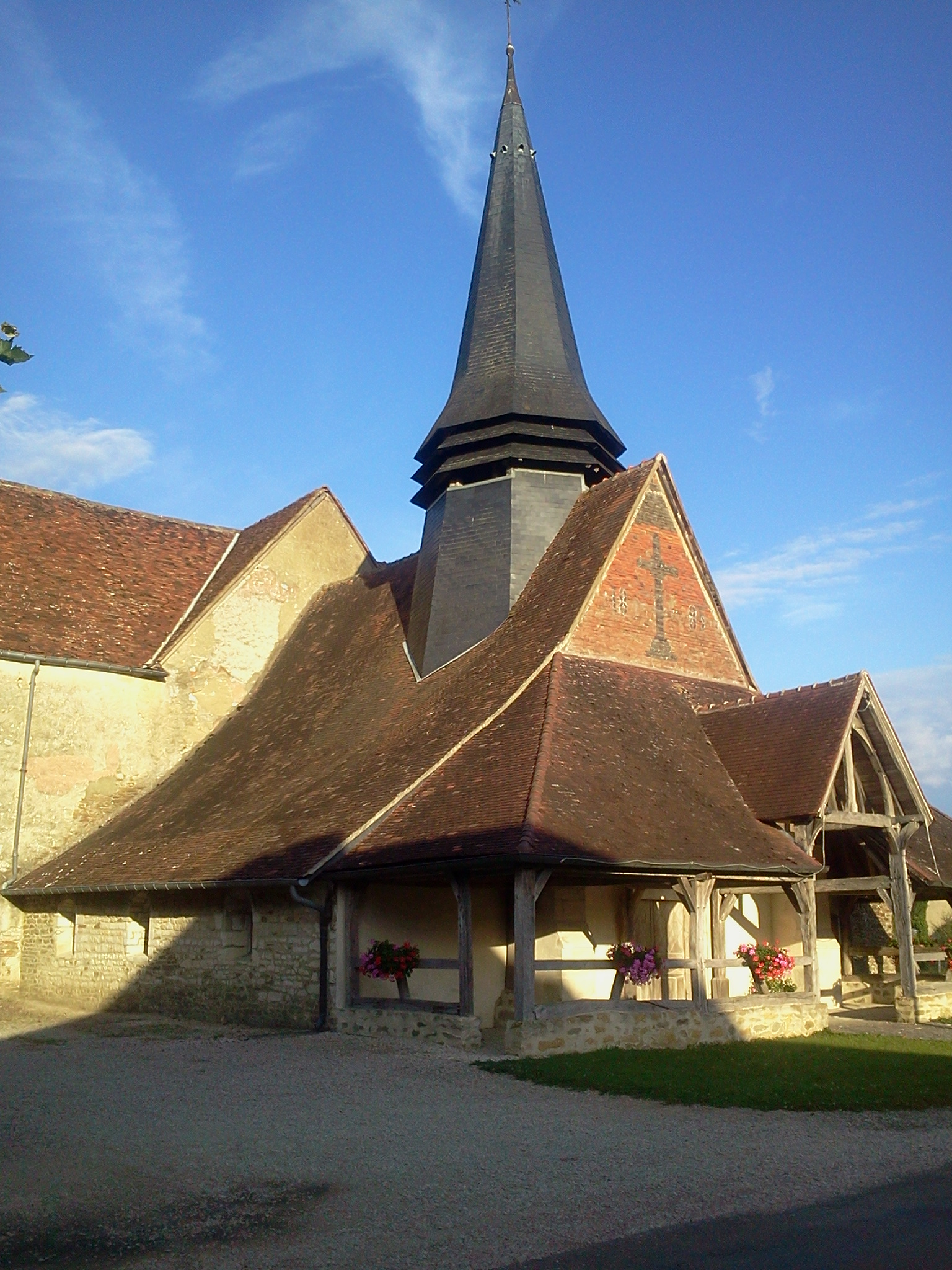
Kirche Saint-Éloi